# リヴァイフロント
株式会社リヴァイフロント（英文社名；REVIFRONT Artist Management）は、東京都新宿区に本社を置く日本の芸能プロダクション。

## 沿革・概要
2009年9月に、港区南青山6-6-21 グロービル青山8Fに設立。芸能プロダクションの経営の他にも、音楽イベントの主催や俳優向けに様々な映画監督が講師を務めるワークショップも行なっていた。現在は活動休止中。

## かつて所属していたタレント
- 柳川笑加
- 萬浪大輔
- 知華
- SAE（サエ）
- 内田悠一
- 芳永真理子
- asa（別名/増田亜沙）
- 河口玄
- SACHI
- TOMMY WEVE（別名/冨永あきのり）